# José Luis Espinosa Arroyo
José Luis Espinosa Arroyo, noto come Tiri (Los Barrios, 14 luglio 1991), è un calciatore spagnolo, difensore del Mumbai City.

## Carriera
Il 12 settembre 2020 viene ufficializzato il suo passaggio all'ATK Mohun Bagan, club nel quale rimane per tre stagioni.

## Statistiche

### Presenze e reti nei club
| Stagione               | Squadra                | Campionato             | Campionato | Campionato | Coppe nazionali | Coppe nazionali | Coppe nazionali | Coppe continentali | Coppe continentali | Coppe continentali | Altre coppe | Altre coppe | Altre coppe | Totale | Totale |
| Stagione               | Squadra                | Comp                   | Pres       | Reti       | Comp            | Pres            | Reti            | Comp               | Pres               | Reti               | Comp        | Pres        | Reti        | Pres   | Reti   |
| ---------------------- | ---------------------- | ---------------------- | ---------- | ---------- | --------------- | --------------- | --------------- | ------------------ | ------------------ | ------------------ | ----------- | ----------- | ----------- | ------ | ------ |
| 2020-2021              | ATK Mohun Bagan        | ISL                    | 11+2       | 0          | -               | -               | -               | AFC Cup            | 0                  | 0                  | -           | -           | -           | 13     | 0      |
| 2021-2022              | ATK Mohun Bagan        | ISL                    | 16+1       | 0          | -               | -               | -               | AFC Cup            | 3                  | 0                  | -           | -           | -           | 20     | 0      |
| 2022-2023              | ATK Mohun Bagan        | ISL                    | -          | -          | SC              | 2               | 0               | -                  | -                  | -                  | DC          | -           | -           | 2      | 0      |
| Totale ATK Mohun Bagan | Totale ATK Mohun Bagan | Totale ATK Mohun Bagan | 30         | 0          |                 | 2               | 0               |                    | 3                  | 0                  |             | -           | -           | 35     | 0      |
| 2023-2024              | Mumbai City            | ISL                    | 20+3       | 1          | SC              | 0               | 0               | AFC                | 5                  | 0                  | DC          | 0           | 0           | 28     | 1      |
| 2024-2025              | Mumbai City            | ISL                    | 21         | 1          | SC              | 0               | 0               | -                  | -                  | -                  | DC          | -           | -           | 21     | 1      |
| 2025-2026              | Mumbai City            | ISL                    | 0          | 0          | SC              | 0               | 0               | -                  | -                  | -                  | DC          | -           | -           | 0      | 0      |
| Totale Mumbai City     | Totale Mumbai City     | Totale Mumbai City     | 44         | 2          |                 | 0               | 0               |                    | 5                  | 0                  |             | 0           | 0           | 49     | 2      |
| Totale carriera        | Totale carriera        | Totale carriera        | 74         | 2          |                 | 2               | 0               |                    | 8                  | 0                  |             | 0           | 0           | 84     | 2      |

## Palmarès

### Club

#### Competizioni nazionali
- Indian Super League: 3

Atlético de Kolkata: 2016
ATK Mohun Bagan:2022-2023
Mumbai City: 2023-2024